# Northern Thunderbird Air
Northern Thunderbird Air Inc, oder NT Air, ist eine kanadische regionale Charterfluggesellschaft mit Sitz in Prince George, British Columbia. Sie betreibt, auch als Tochtergesellschaft der Central Mountain Air, Charterflüge innerhalb British Columbia sowie von Edmonton und Calgary.

## Geschichte
NT Air entstand 1971 durch den Zusammenschluss von Northern Mountain und Thunderbird.
Northern Mountain begann den Flugbetrieb von Fort St. James im Jahr 1959. Bis zu ihrem Zusammenschluss mit Thunderbird entwickelte sie sich zu einer der größten Fluggesellschaften in British Columbia. Mit einer Flotte von Cessna, de Havilland Beaver, Beechcraft 18, Grumman Goose und Hubschraubern betrieb sie ein Netz von Verbindungen im Norden Kanadas. Nach dem Zusammenschluss mit Thunderbird, konzentrierte sich Northern Mountain bis zum Jahr 2000 auf den Betrieb der Hubschrauberflotte.
Thunderbird begann den Betrieb in den frühen 1960er Jahren, als der „Busch-Betrieb“ der Pacific Western Airlines aus Prince George übernommen wurde. Von der Basis Tabor Lake wurden mit einer Flotte von Cessnas, Beavers und Ottern in Schwimmer- oder Kufenausführung Flüge nach Mackenzie, nördlichen Gemeinden und Jagd- und Fischercamps am Williston Lake durchgeführt. In den frühen 1970er Jahren sicherte sich Thunderbird einen Vertrag als Zubringer mit PWA und führte Flüge von den kleineren Gemeinden zu den PWA-Drehkreuzen Prince George, Kamloops und Kelowna durch. Um den Vertrag zu erfüllen, entstand der Bedarf nach einem Hangar am Prince George Airport, was schließlich zum Zusammenschluss mit Northern Mountain führte.

## Flugziele
- Prince George, Mackenzie, Ospika Airport, Swanell, Tsay Keh Airport, Finbow, Fort Ware, Smithers, Dease Lake, Vancouver, Edmonton und Calgary.

## Flotte
Laut kanadischem Luftfahrzeugregister gehören der Gesellschaft zurzeit (Stand: März 2023) 11 Flugzeuge:

### Ehemalige Flotte
- 1 Beechcraft King Air
- 1 Beechcraft King Air

## Zwischenfälle
Die Gesellschaft verzeichnete in ihrer Geschichte vier Zwischenfälle mit Todesfolgen:
- Am 30. September 1975 wurde eine de Havilland Canada DHC-6-200 Twin Otter der Northern Thunderbird Air (Luftfahrzeugkennzeichen CF-MHU)  bei Kluatantan (British Columbia, Kanada) gegen einen Bergkamm geflogen und stürzte ab. Die Maschine war unterwegs vom Flughafen Prince George zum Dease Lake Airport. Durch diesen CFIT (Controlled flight into terrain) wurden alle 7 Insassen getötet, beide Besatzungsmitglieder und 5 Passagiere.[4]

- Am 14. Januar 1977 wurde eine de Havilland Canada DHC-6-300 Twin Otter der Northern Thunderbird Air (C-GNTB) mit drei Mann Besatzung und neun Passagieren an Bord unterwegs vom Flughafen Prince George im Anflug auf den Flughafen Terrace-Kitimat während eines Schneesturms in einen Hügel geflogen. Durch diesen CFIT (Controlled flight into terrain) wurden alle 12 Insassen getötet, drei Besatzungsmitglieder und 9 Passagiere.[5]

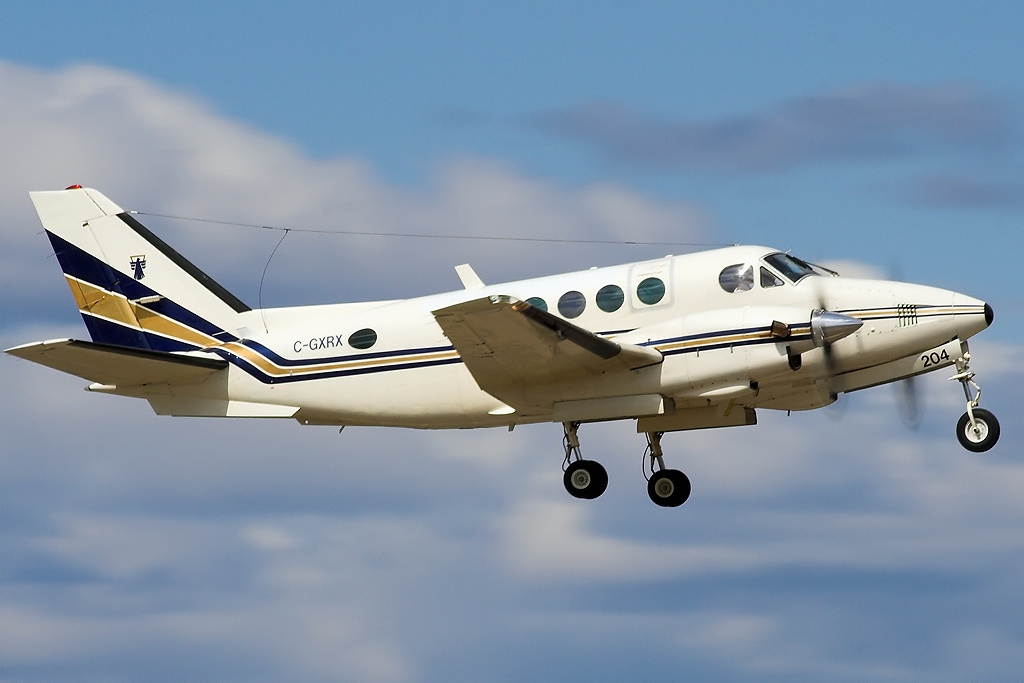
Die am 27. Oktober 2011 verunglückte Beechcraft 100 King Air (Kennzeichen C-GXRX)

- Am 28. Juli 2005 verunglückte eine Beechcraft 200 Super King Air der Northern Thunderbird Air (C-FCGL) mit zwei Mann Besatzung an Bord unterwegs von Vancouver nach Smithers. Bei diesem CFIT (Controlled flight into terrain) wurden beide Insassen getötet (siehe auch Northern-Thunderbird-Air-Flug 202).[6]

- Am 27. Oktober 2011 verunglückte eine Beechcraft 100 King Air der Northern Thunderbird Air (C-GXRX) mit zwei Mann Besatzung und sieben Passagieren an Bord unterwegs vom Flughafen Vancouver nach Kelowna. Kurz nach dem Start von Vancouver gab es Probleme mit dem linken Motor und die Besatzung versuchte, nach Vancouver zurückzukehren. Im Endanflug drehte das Flugzeug plötzlich nach links und stürzte 700 Meter östlich des Flughafens ab und ein Feuer brach aus. Alle Passagiere konnten gerettet werden, aber die beiden Piloten starben an den Folgen des Absturzes.[7]